# Каллиников, Иосиф Фёдорович
Иосиф Фёдорович Калли́ников (1 января 1890, село Милечь, Орловская губерния — 4 мая 1934, Теплице, Чехословакия) — русский поэт Серебряного века, писатель и этнограф. Мастер триолета, автор трёх поэтических сборников (1915—1918) в стиле триолета.

## Биография
В детстве и отрочестве вместе с матерью и дедом, дьяконом Троицкой кладбищенской церкви Орла, ежегодно во время летних каникул приезжал в Белобережскую пустынь. Подолгу живя в обители и наблюдая монашескую жизнь, он собрал богатые впечатления, которые позднее отразил в романе «Мощи», первоначально озаглавленном «Белые Берега». Своё внимание автор акцентировал в основном на «изнанку» монастырской жизни.
Позднее учился на экономическом отделении Петербургского политехнического института (1911—1916); одновременно в качестве вольнослушателя посещал лекции на филологическом факультете Петербургского университета.
Участвовал в этнографических экспедициях Академии наук и Русского географического общества. Награждён Серебряной медалью Русского географического общества (1914) «за собирание этнографических материалов в Орловской губернии, в частности за собирание сказок».
В 1916 году призван в армию; в 1917 году уволен по болезни. Во время Гражданской войны был мобилизован в армию Деникина; в 1919 году эвакуирован из Новороссийска в Египет. С 1922 года жил в Праге.
Получил признание как писатель после выхода сборника рассказов и очерков «Баба-змея». Роман «Мощи», первые три тома которого вышли в Москве в 1925—1927, вскоре был объявлен в СССР порнографией и контрреволюционным пасквилем. Каллиников упоминается у Владимира Маяковского в его «Письмо писателя Владимира Владимировича Маяковского писателю Алексею Максимовичу Горькому»: «…кстати, Вы открыли мощи этого… Калинникова».
В начале 1930-х годов состояние здоровья Каллиникова значительно ухудшилось: он перенёс два инфаркта, постоянно находился на лечении в различных санаториях Чехии и Словакии.
Умер 4 мая 1934 после третьего инфаркта на курорте Теплице, похоронен в городе Границе (район Пршеров).

## Сочинения
- «Крылатые песни» (1913—1915). — Орёл: тип. В. С. Зайцева, 1915. — 166 с.
- «Песни войны». — Орёл: тип. В. С. Зайцева, 1915. — 27 с.
- «Стихи». — Орёл, 1918. — 45 с.
- «Баба-змея». — М.: Современные проблемы, 1927. — 255 с.
- «Бобры». — Берлин, 1930-е гг. — 217 с.
- «Монахи и женщины» («Мощи»). — В 3-х т. — М.: Круг, 1925—1927. ; Т. 4. — Берлин: Polyglotte, 1930.
  - 2-е изд. Тт. 1-4. (в 2-х кн.) — Брянск: Дебрянск, 1993. — ISBN 5-7278-0095-1 ; ISBN 5-7278-0096-X
  - 3-е изд. Йошкар-Ола: Марийский полиграф.-изд. комбинат, 1995. — ISBN 5-8793-058-4 (ошибоч.)